# Дуб пірамідальний (Золотоніський район)
Дуб пірамідальний — ботанічна пам'ятка природи місцевого значення. Об'єкт розташований на території Золотоніського району Черкаської області, місто Золотоноша, вул Баха.
Площа — 0,02 га, статус отриманий у 1972 році.